# Daiki Kobayashi
Daiki Kobayashi (小林 大紀 Kobayashi Daiki?,  Toyonaka, Prefectura de Osaka, 23 de septiembre de 1991) es un actor de voz japonés, afiliado a 81 Produce. Algunos de sus roles más destacados incluyen el de Yoshiki Hirano en All Out!!, Nico en Nanbaka, Chips en Ēldlive, Steve Kanamori en 100% Pascal-sensei, Kaoru Yamaguchi en Just Because! y Stellar Subaru en Future Card Shin Buddyfight.

## Biografía
Kobayashi nació el 23 de septiembre de 1991 en la ciudad de Toyonaka, Osaka. Durante sus años de escuela secundaria formó parte del club de bádminton. Se graduó de la Human Academy Co.,Ltd. y de la escuela vocal 81 Actor's Studio el 1 de abril de 2014, tras lo cual pasó a formar parte de 81 Produce.

## Filmografía

### Anime
2014
- Danchi Tomoo como Subordinado A
- Fairy Tail como Hombre A

2015
- Ore Monogatari!! como Amigo B
- Star-Myu como Estudiante
- Tantei Team KZ Jiken Note como Estudiante
- Lego Ninjago: Masters of Spinjitzu como Pale Man

2016
- All Out!! como Yoshiki Hirano[4]
- Cardfight!! Vanguard como Participante 2
- Mobile Suit Gundam: Iron-Blooded Orphans
- Saiki Kusuo no Psi-nan como Estudiante E y A
- Sōshin Shōjo Matoi como Estudiante
- Nanbaka como Nico[5]
- Binan Kōkō Chikyū Bōei-bu Love! Love! como Estudiante
- Beyblade Burst como Shinki Mikuni
- ReLIFE como Compañero de trabajo
- Congqian Youzuo Lingjianshan como Ōchū[6]

2017
- Masamune-kun no Revenge como Akio Tanabe
- Ēldlive como Chips[7]
- Animal Bus
- Yowamushi Pedal como Gallery
- 100% Pascal-sensei como Steve Kanamori[8]
- Kakegurui como Estudiante
- The Reflection como Motorista 1
- Just Because! como Kaoru Yamaguchi[9]
- Urahara como Hombre de la ciudad
- Tsukipro como Izumi Hiiragi
- The Idolmaster como Saki Mizushima
- Kamisama Minarai: Himitsu no Cocotama como Bells

2018
- Hōshin Engi
- Hataraku Onisan! como Manchikan
- Taimubokan Twenty Four como Minamoto no Yoshitsune
- Captain Tsubasa como Varios
- Major 2nd como Miembro del club de béisbol B
- Kiratto Pri Chan como Escalador
- Future Card Shin Buddyfight como Stellar Subaru[10]

2020
- Jibaku Shōnen Hanako-kun como Sōsuke Mitsuba

### Videojuegos
2016
- The Idolmaster SideM como Saki Mizushima

2017
- Kizuna Striker! como Naru Momose[11]
- Yuba no Chō
- The Idolmaster SideM: Live on Stage! como Saki Mizushima
- Earth Defense Force 5 como Piloto de bombarderos
- Winning Hand

2018
- Eto Kare: Jūnishi ni neko ga moreta riyū

### CD dramas
- The Idolmaster SideM: Starting Line como Saki Mizushima
- Gōka kyakusen de koi wa hajimaru 11 como Bobcat
- Junjou Bitch, Hatsukoi Kei como Haruya
- 30-Byō, sono ato ni (2018) como Sunao Kanagi

2019
- Jibaku Shonen Hanako-kun como Mitsuba Sousuke